# The Handmaid's Tale (3.ª temporada)
A terceira temporada de The Handmaid's Tale estreou no serviço de streaming Hulu em 5 de junho de 2019. Bruce Miller continuou atuando como showrunner da série nesta nova temporada. A série é baseada no romance homônimo da escritora canadense Margaret Atwood.

## Elenco

### Principal
- Elisabeth Moss como June Osborne / Ofjoseph #2
- Joseph Fiennes como Comandante Fred Waterford
- Yvonne Strahovski como Serena Joy Waterford
- Alexis Bledel como Emily Malek
- Madeline Brewer como Janine / Ofoward
- Ann Dowd como Lydia Clements
- O. T. Fagbenle como Lucas "Luke" Bankole
- Max Minghella como Comandante Nick Blaine
- Samira Wiley como Moira Strand
- Amanda Brugel como Rita
- Bradley Whitford como Comandante Joseph Lawrence

### Recorrente
- Nina Kiri como Alma / Ofrobert
- Jenessa Grant como Dolores / Ofsamuel
- Bahia Watson como Brianna / Oferic
- Jordana Blake como Hannah Bankole / Agnes McKenzie
- Edie Inksetter como Tia Elizabeth
- Stephen Kunken como Comandante Warren Putnam
- Ever Carradine como Naomi Putnam
- Kristen Gutoskie como Beth
- Erin Way como Erin
- Clea DuVall como Sylvia
- Cherry Jones como Holly Maddox
- Sam Jaeger como Mark Tuello
- Julie Dretzin como Eleanor Lawrence
- Ordena Stephens-Thompson como Frances
- Ashleigh LaThrop como Natalie / Ofmatthew
- Sugenja Sri como Sienna
- Jonathan Watton como Comandante Matthew Calhoun
- Christopher Meloni como Alto Comandante George Winslow
- Elizabeth Reaser como Olivia Winslow
- Sarah McVie como Lena

### Participação
- Amy Landecker como Sra. McKenzie
- Laila Robins como Pamela Joy
- Emily Althaus como Noelle

## Produção
A terceira temporada teve sua produção iniciada em Toronto no mês de outubro de 2018.  As cenas para a terceira temporada também foram filmadas em Cambridge e Hamilton, Ontário, bem como em Washington, D.C. 

## Episódios
| N.º na série | N.º na temp. | Título                                                   | Dirigido por        | Escrito por               | Lançamento           |
| --- | ------------ | -------------------------------------------------------- | ------------------- | ------------------------- | -------------------- |
| 24 | 1            | "Night" "(Noite)" (BR)                                   | Mike Barker         | Bruce Miller              | 5 de junho de 2019   |
| June reza pela segurança de Emily e de seu bebê Nichole, usando palavras do Salmo 23. Enquanto isso, Emily foge com o bebê de June, para o Canadá, depois de uma árdua travessia por um rio, ela e o bebê consegue asilo em terras canadenses. Nichole é levada aos cuidados de Luke e Moira. De volta a Gileade, June visita sua filha mais velha Hannah antes de ser recapturada pelos Guardiões e retornar aos Waterfords, mas não antes da mãe de adotiva de Hannah, a Sra. McKenzie avisar a June que futuras visitas poderiam resultar na execução de June na frente de Hannah. A fim de esconder o envolvimento de June no "seqüestro" de Nichole, Fred culpa Emily, mas Serena desafina tudo em si mesma dizendo a ele e a um agente dos Olhos que foi ela quem deu Nichole a um "assassino", significando Emily. Ela então tenta cometer suicídio, queimando a casa, mas ela é resgatada por June e Rita. Depois de ser punida no Centro Vermelho, June é transferida para o Comandante Lawrence, que havia facilitado a fuga de Emily e Nichole para o Canadá. |              |                                                          |                     |                           |                      |
| 25 | 2            | "Mary and Martha" "(Mary e Martha)" (BR)                 | Mike Barker         | Kira Snyder               | 5 de junho de 2019   |
| June, que agora é Ofjoseph #2, conhece sua nova parceira de compras, Ofmatthew, que é profundamente dedicada a Gilead. Na casa de Lawrence, June se junta a um grupo de resistência que consiste nas Marthas Beth, Cora e Alison. Este última é uma ex-professora de química que se une à resistência para fazer bombas para destruir Gilead. Também é revelado que ela fez a bomba que explodiu o Centro de Rachel e Leah. June e as Marthas ajudam uma Marta a fugir do distrito. No entanto, esta mulher é mais tarde baleada pelos Guardiões e Alison retorna com ela para a casa de Lawrence. O comandante Lawrence relutantemente abriga a fugitiva dos Guardiões. A esposa do comandante Lawrence, Eleanor, que anteriormente parecia instável, ajuda June e as Marthas a esconder a mulher ferida. A Martha sucumbe ao seu ferimento e June cava um túmulo para ela no quintal e depois reza para que sua alma descanse em paz. O Comandante Lawrence demite sua Martha Cora por estar mentindo enquanto June está enterrando a Martha. Eleanor planta flores sobre o túmulo. No Canadá, Emily está com Luke, Moira e Erin, que conseguem convencer Emily a restabelecer contato com sua esposa Sylvia. |              |                                                          |                     |                           |                      |
| 26 | 3            | "Useful" "(Útil)" (BR)                                   | Amma Asante         | Yahlin Chang              | 5 de junho de 2019   |
| June resolve procurar "aliados com poder" para sobreviver a Gilead. Os Comandantes se reúnem na casa do comandante Lawrence para discutir os combates em Chicago, incluindo um carregamento de cativos femininos. June encontra Nick, que foi promovido a Comandante, e os dois compartilham um momento de ternura. O comandante Lawrence convoca June para selecionar cinco mulheres de Chicago para servirem como "Marthas"; os restos serão enviados para as Colônias, o que é uma sentença de morte. Apesar de não querer ser cúmplice dos crimes de Lawrence, June eventualmente escolheu cinco Martha que seriam boas recrutas para sua equipe de resistência: engenheira, técnica de informática, jornalista, advogada e uma ladra. Enquanto isso, uma desanimada Serena vai ficar com sua mãe Pamela, que a censura por perder sua filha e por não perceber, sem Fred, que Serena não tem lugar na sociedade de Gileade. No final, ela tenta se matar por afogamento no oceano, mas muda de ideia e passa por Fred. |              |                                                          |                     |                           |                      |
| 27 | 4            | "God Bless the Child" "(Deus Abençoe essa Criança)" (BR) | Amma Asante         | Eric Tuchman              | 12 de junho de 2019  |
| June e algumas outras aias participam de uma recepção na casa de Putnam. Lá, June convence Fred a dar a sua esposa Serena uma "voz nos bastidores" em Gileade. Flashbacks durante todo o episódio mostram o batismo de Hannah pelo sacerdote cristão de Lucas antes da hostil aquisição pelos Filhos de Jacob, que agora dedicam crianças, em vez de batizar crianças. June descobre que Ofmatthew deu à luz três bebês. Janine, servindo como Ofhoward, implora aos Putnams para convidá-la de volta para a casa para que ela possa produzir um irmão para o bebê Angela. Tia Lydia rejeita furiosamente seu apelo e depois bate nela até June se jogar entre Janine e Lydia. Tia Lydia, em seguida, pede desculpas pelo que aconteceu. Mais tarde, ela se rompe em lágrimas. Serena diz a June que Hannah está em uma escola em Brookline, MA. June e os Waterford mais tarde recebem imagens de Nichole com Luke no Canadá, durante uma manifestação condenando o assalto hostil de Gilead a Chicago. June é forçada a confirmar a identidade do marido, o que ela faz. No Canadá, Emily se reúne com sua parceira Sylvia e seu filho Oliver. Lucas e Moira pedem a um padre cristão para batizar Nicole, o que eles fazem em uma igreja. |              |                                                          |                     |                           |                      |
| 28 | 5            | "Unknown Caller" "(Chamada Desconhecida)" (BR)           | Colin Watkinson     | Marissa Jo Cerar          | 19 de junho de 2019  |
| A pedido de Serena, June telefona para o marido, Luke, a fim de marcar uma reunião entre os Waterford e Nichole. Luke concorda com a reunião sob a condição de que apenas Serena participe da reunião e não Fred. Durante o encontro tenso no Aeroporto Internacional Toronto Pearson, Serena garante a Luke que June está segura e que ela e June desistiram de Nichole para dar uma vida melhor para bebê no Canadá. Serena dá a Luke um medalhão para Nichole, assim como uma fita cassete contendo uma mensagem gravada de June, revelando o nome que ela deu a Nichole (Holly) e o pai biológico (Nick). Mais tarde, June é pega pelos Guardiões e forçada a participar de uma transmissão televisionada na qual os Waterford afirmam que eles são uma família lamentando o seqüestro de Nichole e pedem ao governo canadense a devolver sua filha a Gileade. |              |                                                          |                     |                           |                      |
| 29 | 6            | "Household" "(Casa)" (BR)                                | Dearbhla Walsh      | Dorothy Fortenberry       | 26 de junho de 2019  |
| O Waterfords, June, e a tia Lydia viajam para Washington, DC, para ficar com a família do alto comandante George Winslow. Lá, eles se encontram com uma delegação de diplomatas suíços que estão tentando negociar entre Gilead e o Canadá e participar de orações em massa transmitidas internacionalmente no antigo Monumento de Washington que agora foi transformado em uma cruz gigante, pedindo o retorno do bebê Nichole do Canadá. Uma vez lá, June e Lydia ficam chocadas com a forma como os líderes de Washington levou as regras de Gilead ao extremos: forçando todas as aias a serem amordaçadas para cobrir pequenos piercings usados para manter permanentemente suas bocas fechadas. Lydia diz a June que não deve ser negado o direito das aias falarem. O comandante Winslow oferece a posição de Fred para ele e Serena em DC. June se reúne com Nick, que como Comandante, agora está preparando forças militares para a linha de frente de Chicago com os rebeldes. June faz um acordo com os suíços para convencer Nick a fornecer informações sobre a estrutura de poder de Gileade, entretanto eles rejeitam falar com Nick ao obter informações sobre crimes de guerra não declarados cometidos por ele nos primeiros dias da tomada de Gilead. June e Serena têm uma discussão dentro do que costumava ser o Lincoln Memorial sobre a mudança de opinião de Serena em relação ao bebê Nichole. Depois, os Waterfords forçam June a liderar dezenas de milhares de servas reunidas ao longo do que costumava ser o Lincoln Memorial Reflecting Pool em uma oração televisionada pelo retorno de Nichole. |              |                                                          |                     |                           |                      |
| 30 | 7            | "Under His Eye" "(Sob o Olho Dele)" (BR)                 | Mike Barker         | Nina Fiore & John Herrera | 3 de julho de 2019   |
| Ao visitar um supermercado, June convence a Martha Frances deixá-la visitar Hannah na escola em Brookline que Serena lhe contou. Emily e Sylvia se encontram com uma diplomata suíça, que questiona Emily sobre crimes que ela foi acusada de cometer em Gileade. Emily os reconhece, mas não se arrepende das ações que tomou para sobreviver em Gileade. Emily mais tarde faz amizade com Moira e as duas se juntam a um grupo de manifestantes que confrontam o ministro da Imigração canadense sobre suas negociações com Gileade e são presas. Olivia Winslow aconselha Serena a se estabelecer em Washington, D.C., mostrando-lhe que ela poderia se mudar para a antiga casa de uma família batista que foi executada após a tomada dos Filhos de Jacob. Fred e Serena renovam seu amor um pelo outro enquanto as negociações acontecem para garantir o retorno de Nichole e um tratado de extradição com o Canadá. June convence Eleanor a acompanhá-la em uma visita a Brookline. As duas mulheres são barradas e não conseguem entrar na escola. June participa de uma reunião em que Frances e vários outros são enforcados por "colocar em perigo uma criança sagrada". June percebe que Ofmatthew estava espionando ela e relatou sobre Frances a Lydia. June ataca com raiva Ofmatthew, mas é contida pelas outras aias. |              |                                                          |                     |                           |                      |
| 31 | 8            | "Unfit" "(Imprópria)" (BR)                               | Mike Barker         | Kira Snyder               | 10 de julho de 2019  |
| Após a participação, Ofmatthew é condenada pelos outras Aias. Em um ritual em que as aias são admoestadas a "testemunhar" por seus pecados, June é apontada como responsável pela morte de Frances, o que afetaria negativamente Hannah. June também elimina as dúvidas de Ofmatthew sobre a aia querer ter outro filho. À noite, uma aia chamada Ofandy dá à luz uma menina natimorta. Ofmatthew enlouquece quando encontra June em uma mercearia e ela pega uma arma de um Guardião morto e se prepara para atirar em tia Lydia, antes que outro Guardião fira a aia grávida. Quando June pergunta sobre sua filha ao Comandante Lawrence, ele informa que não sabe para onde Hannah e sua nova família se mudaram. Flashbacks mostram o passado da tia Lydia: ela era uma professora cristã carinhosa chamada Lydia Clements que tinha amizade com uma mãe solteira que ajudou Lydia em seu primeiro encontro com o diretor da escola. Mais tarde, vendo que a mãe estava namorando vários homens, não freqüentava a igreja e que o filho dela usava roupas sujas, Lydia relatou ao serviço de proteção infantil e o filho foi colocado em um lar adotivo. |              |                                                          |                     |                           |                      |
| 32 | 9            | "Heroic" "(Heroico)" (BR)                                | Daina Reid          | Lynn Renee Maxcy          | 17 de julho de 2019  |
| Ofmatthew tem morte cerebral após seu tiroteio e é colocado em suporte de vida até que seu bebê nasça. Como punição por seu papel na na humilhação e morte de Ofmatthew, June é mantida no quarto do hospital sob as ordens da tia Lydia. June luta com seu estado mental, bem como com sua culpabilidade pela morte de Ofmatthew. June faz duas tentativas de matar de forma misericordiosa a Ofmatthew, mas é interrompida por Janine, que fala para June que Ofmatthew é uma delas, e que June se tornou egoísta. Mais tarde, June ataca Serena Joy, mas sofre cortes na mão. Um médico simpático costura suas feridas, elogiando-a por sua bravura. Como a condição de Ofmatthew se deteriora, os médicos são obrigados a tirar seu filho prematuro por cesariana. Depois de poder voltar a Lawrence, June encontra uma adolescente chamada Rose, que chegou ao hospital e quer ter filhos. Mais tarde, June recebe permissão para passar tempo com Ofmatthew em seus momentos finais. June pede desculpas à morte cerebral de Ofmatthew e diz a ela que seu filho é um lutador. Ela promete resgatar quantas crianças puder de Gilead. Enquanto isso, tia Lydia mostra um lado mais suave quando presenteia Janine com um tapa-olho para esconder sua órbita desfigurada. |              |                                                          |                     |                           |                      |
| 33 | 10           | "Bear Witness" "(Dar Testemunho)" (BR)                   | Daina Reid          | Jacey Heldrich            | 24 de julho de 2019  |
| O Alto Comandante George Winslow visita Boston, onde ele revela planos para implantar o silenciamento forçado de aias para outros distritos a partir de Boston. Encorajado pelo favor do Alto Comandante em relação a ele e o desejo de lidar com a insolência de June, Fred pede para outros comandantes e para tia Lydia estarem presentes na próxima "cerimônia" do Comandante Lawrence com June, a fim de provar se Lawrence segue as regras do regime. June força Lawrence e sua esposa a realizar a cerimônia, citando o fato de que Fred mataria não apenas Lawrence e sua esposa, mas também toda a família. Posteriormente, June informa a Lawrence sobre seus planos de contrabandear crianças de Gilead e oferece a Lawrence o crédito pelo resgate para que ele e sua esposa possam desertar para o Canadá sem medo de represálias pelo papel de Lawrence no governo de Gilead. Serena confronta Fred por permitir a influência de Winslow sobre o distrito, tendo percebido que ele não tem intenção de ajudar os Waterford a recuperar Nichole. |              |                                                          |                     |                           |                      |
| 34 | 11           | "Liars" "(Mentirosos)" (BR)                              | Deniz Gamze Ergüven | Yahlin Chang              | 31 de julho de 2019  |
| Lawrence é salvo por June depois que Eleanor tem um ataque de insanidade ao apontar uma arma para ele e em troca, June pede Lawrence para ajudá-la a contrabandear crianças para fora da República de Gileade. Lawrence tenta escapar da República de Gileade, mas não consegue cruzar os postos de controle; ele assim retorna para casa. Um grupo de Marthas se reúne com June e concorda em ajudá-la com seu plano; eles mencionam um homem, Billy, que trabalha no bordel de Jezebels que os ajuda. June viaja com Lawrence até o bordel para conhecer Billy e encontra Winslow, que tenta estuprar June. June ataca e mata Winslow quando ele tenta fazer isso. As Marthas que trabalham no bordel limpam a sala e cremam o corpo de Winslow. Os Waterford viajam para se encontrar com o representante americano Mark Tuello, a quem Serena conheceu quando visitou Nichole e Luke, a fim de acelerar o retorno de Nichole. Eles param na casa de seus amigos, onde jantam com a família e os ouvem cantar; os Waterford imaginam a vida em um mundo onde os Filhos de Jacob não estabeleceram o governo. Quando os Waterfords encontra Tuello, ele, sem o conhecimento de Fred, os leva para o Canadá, onde o exército canadense os prende por crimes de guerra. |              |                                                          |                     |                           |                      |
| 35 | 12           | "Sacrifice" "(Sacrifício)" (BR)                          | Deniz Gamze Ergüven | Eric Tuchman              | 7 de agosto de 2019  |
| Dois Comandantes se encontram com o Comandante Lawrence para discutir os eventos atuais na República de Gileade. A Martha informa June que o plano está em andamento com um avião sendo esperado para chegar em uma semana. Os Waterford passam o tempo em um centro de detenção e enquanto Fred se preocupa com sua segurança, Serena então revela a ele que estava envolvida na captura deles, para poder passar algum tempo com Nichole. Luke e Moira se encontram com Fred e Serena, respectivamente, e Serena é permitida passar um tempo com Nichole. Em uma discussão sobre June, Luke soca Fred. Eleanor quase espalha notícias do plano de June para outras esposas que vieram visitar sua casa para orar pela segurança do comandante Winslow, que as autoridades acreditam ter sido seqüestrado. Depois que June a repreende, ela se retira para o quarto e tem uma overdose de remédios. June encontra Eleanor, mas não a ajuda. Eleanor é encontrada morta no dia seguinte por uma Martha e é enterrada. |              |                                                          |                     |                           |                      |
| 36 | 13           | "Mayday" "(Mayday)" (BR)                                 | Mike Barner         | Bruce Miller              | 14 de agosto de 2019 |
| Um flashback mostra June depois de ser capturada no inicio da construção de Gilead, onde mulheres fisicamente e mentalmente incapacitadas são presas e executadas. June encontra a serva Brianna e tenta descobrir o paradeiro de Hannah de um Guarda antes de ser colocada em um caminhão de gado próximo a Janine, que não é complacente. Uma Martha trás uma menina chamada Rebecca para a casa de Lawrence à luz do dia. June oferece a Rebecca um sanduíche e ambos rezam antes de comer. A Marta depois muda de ideia e ameaça sair com Rebecca, embora June a detenha com uma arma. A Martha escapa e é pega em seu caminho de volta para Lexington, fazendo com que Gilead patrulhe a região. Mais crianças chegam à casa de Lawrence e quando Janine informa a June que os soldados estão checando todas as casas, todos começam a ir para o aeroporto. No Canadá, Fred Waterford informa Tuello dos crimes pelos quais Serena é responsável e ela é detida depois de anteriormente ter recebido liberdade para vagar pela cidade. No aeroporto, June, junto com outras servas e Marthas, atiram pedras em dois soldados para permitir que Rita e as crianças embarquem no avião. Luke, Moira e Emily são voluntários no aeroporto onde o avião pousa. Rebecca se reencontra com seu pai no aeroporto e Rita informa a Luke que June é responsável pela entrega das crianças para a segurança. Em uma briga com um soldado, June é baleada, mas depois é encontrada por Janine, Alma, Brianna e outras servas que tentam ajudá-la.                                                                                        |              |                                                          |                     |                           |                      |